# Ökonomische Theorie der Bürokratie
Die Ökonomische Theorie der Bürokratie ist ein Teilgebiet der Neuen Politischen Ökonomie (NPÖ). Sie versucht, Bürokratiewachstum zu erklären und die Beziehungen und Interaktionen der öffentlich bediensteten Verwaltungsangestellten mit den ihnen faktisch übergeordneten, im Auftrag des Volkes handelnden, politischen Entscheidungsträgern der Regierung zu beschreiben. Die Grundfrage dieser Auseinandersetzung bezieht sich also auf die Beschreibung der Handlungsweise bürokratischer Verwaltungsbehörden in demokratischen Systemen unter Berücksichtigung ihrer Abhängigkeit von der Politik. Zur veranschaulichenden Darstellung der gerade beschriebenen Interaktionsweise wird im Folgenden der wohl zentrale Modellansatz zur Beschreibung der Bürokratietheorie, das Niskanen-Modell von 1971, vorgestellt.

## Grundannahmen im Niskanen-Modell
Die Grundannahme in Niskanens Modell besteht darin, dass ein Leiter einer öffentlichen Behörde insbesondere an der Budget- und Outputmaximierung seiner Behörde interessiert ist. Seine Nutzenfunktion ist monoton steigend und setzt sich zusammen aus den Elementen Einkommen, Büroausstattung, Prestige, Macht, Patronagemöglichkeiten, Output der Behörde und dem Bequemlichkeitsgrad bei der Arbeit, wobei alle gerade genannten Faktoren in direkter Abhängigkeit zum verfügbaren Budget stehen.
Der Bürokrat ist also in Verhandlungen mit der Regierung immer bestrebt, eine möglichst hohe Budgetierung seiner Behörde zu erzielen, um vor allem durch die Mehrung seines diskretionären Budgets sowie einem möglichst hohen Output an Einfluss und Macht zu gewinnen. Die Anreize des Chefbürokraten sind hierbei jedoch verzerrt, da er nicht die Möglichkeit hat, wie in der Privatwirtschaft üblich, die Differenz zwischen den Einnahmen und den Kosten selbst einzubehalten. Für ihn ist es also lediglich ausschlaggebend, seinen Nutzen durch eine Vermehrung der oben beschriebenen Elemente zu steigern.
Erschwerend kommt in diesem Fall noch hinzu, dass die Politiker zu uninformiert über die tatsächlichen Kosten der Bereitstellung einer bestimmten Menge der nachgefragten Leistung sind, was die Bürokraten somit in die Lage versetzt, ihre erbrachte Leistung über dem eigentlich angebrachten Preis, den Grenzkosten der Produktion, anzubieten.
An dieser Stelle sei, trotz einer nicht expliziten Verbindung zu Niskanens Modell, noch darauf hingewiesen, dass das Verhältnis zwischen Politik und Bürokratie oftmals als bilaterales Monopol charakterisiert wird. In der Theorie ist die Regierung auf der einen Seite der alleinige Nachfrager der durch die Verwaltung erzeugten Leistungen. Auf der anderen Seite wird angenommen, dass die Bürokratie alleine und somit kein privates Unternehmen die von der Politik gewünschten Leistungen bereitstellen kann. Weiterhin wird angenommen, dass die Verwaltung ihre produzierten Leistungen lediglich als Gesamtpaket und somit nicht, wie auf dem freien Markt üblich, zum Stückpreis anbietet. Die einzige Option der Regierung ist es, entweder das gesamte Paket zu akzeptieren oder abzulehnen.

## Budgetverwendung im öffentlichen Unternehmen
Nehmen wir nun also an, dass die Nutzenfunktion U eines Chefbürokraten abhängig ist von der produzierten Menge seiner Behörde (dem Output X) sowie seinem diskretionären Budget (den erzielten Überschüssen π). Demnach gestaltet sich seine Nutzenfunktion wie folgt: 
U = U(X,π)
Unterscheiden wir nun drei Extremfälle:
(1) Der Chefbürokrat bewertet lediglich die Höhe seines diskretionären Budgets π.
Dann gilt: UX = 0 und π > 0 wird maximiert.
Wie unter marktwirtschaftlichen Wettbewerbsbedingungen gilt nun, dass im Optimum die Grenzkosten der Produktion der marginalen Zahlungsbereitschaft der Politiker entsprechen. Demzufolge wird die Menge Q1 produziert, wobei jedoch die vom Auftraggeber (Politiker) bereitgestellten Finanzmittel der Fläche 0BCQ1 entsprechen, und somit ein Budgetüberschuss von ABC entsteht. Diesen Budgetüberschuss (die eigentlich benötigte Finanzmenge um den Punkt Q1 zu erreichen beträgt lediglich 0ACQ1) verwenden die Bürokraten zur Verfolgung anderer diskretionärer Ziele.
In diesem Fall wird zwar die volkswirtschaftlich sinnvolle Menge Q1 zur Verfügung gestellt, es wird jedoch auch ineffizient produziert (betriebliche oder X-Ineffizienz).

(2) Der Chefbürokrat bewertet lediglich die produzierte Menge als nutzen- und einflusssteigernd.
Es gilt: Uπ = 0 und somit π = 0. Der Überschuss wird auf Null gesetzt.
Es wird die maximal mögliche Menge mit dem vorhandenen Budget produziert. Hier entspricht die gesamte Zahlungsbereitschaft der Politiker der Fläche 0BEQ2, während die gesamten Kosten der Produktion durch die Fläche 0ADQ2 versinnbildlicht werden. Der eben noch in Fall (1) dargestellte Überschuss ABC wird nun darauf verwendet, die überschüssigen Kosten der Fläche CDE zu decken. Die beiden Dreiecke sind demnach gleich groß. Dieser Extremfall wird als Niskanen Fall bezeichnet.
In dieser Situation wird zwar betriebswirtschaftlich effizient produziert, da die Behörde auf ihrer Grenzkostenkurve bleibt, jedoch ist der Output zu hoch, wodurch im Gegenzug und im Gegensatz zu (1) volkswirtschaftliche Ineffizienz vorliegt.

(3) Der Chefbürokrat zieht seinen Nutzen aus der produzierten Menge sowie aus dem Budgetüberschuss.
Es gilt also: UX > 0 und Uπ > 0. 
Demnach entsteht eine optimale Ausbringungsmenge von Q*, die unter der Bedingung π* > 0 im Bereich zwischen Q1 < X* > Q2 liegen muss.
Dieser Fall ist wohl der wirklichkeitsnahste, denn hier liegt die ausgebrachte Menge zwischen den beiden Extrempunkten, der Wettbewerbs- sowie der Niskanenmenge. Es liegt somit betriebliche als auch allokative Ineffizienz vor, da vom öffentlichen Gut zu viel angeboten wird, während die Produktionskosten ebenfalls zu hoch liegen.

## Folgerungen aus dem Modell
Es sollte also angestrebtes Ziel einer jeden Regierung sein, ihre Verwaltungsbehörden bestmöglich zu kontrollieren, um die Finanzmittelverschwendung durch Überproduktion und Budgetmaximierung zu minimieren. Das Hauptproblem hinter diesem Kontrollvorhaben stellt jedoch die Informationsasymmetrie zwischen Regierung und Verwaltung dar. Während die Verwaltungen ihre Kostenstrukturen kennen, sind die Politiker auf reine Schätzungen angewiesen, wodurch die Kostenreduktion des Verwaltungsapparates auf das tatsächlich benötigte Minimum wohl in der Praxis nicht durchführbar ist.
Ein möglicher Lösungsansatz, dem Problem der überschüssigen Kosten zu begegnen, wäre, das Monopol der Verwaltungsbehörden zu brechen und die zu erledigenden Aufgaben an privatwirtschaftliche Unternehmen zu vergeben. Die asymmetrische Informationsbeziehung könnte somit zu Gunsten der Regierung korrigiert werden.

## Weitere Modelle der Ökonomischen Theorie der Bürokratie
- Das Modell von Miqué und Bélanger (1974)
- Das Modell von Williamson (1964)
- Das Modell von Holzinger (1987)
- Das Modell von Magat et al. (1986)